# زيل
زيل (بالروسية: ЗиЛ) ، واسمها بالروسية (Завод имени Лихачёва) ، وتعني مصنع ليخاشيف للسيارات والشاحنات، أسست سنة 1916م أي قبل ثورة أكتوبر الروسية بعام واحد، وتقع مقرها الرئيسي في العاصمة الروسية موسكو.

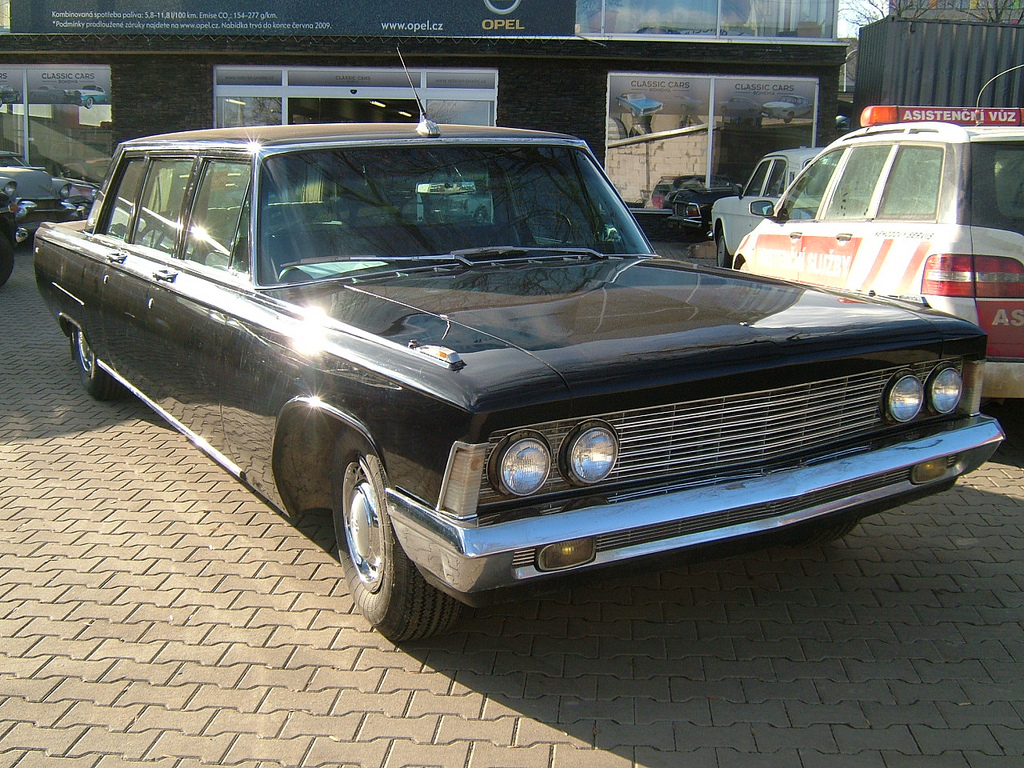
سيارة زيل-144 ، أحد أهم الانتاج شركة زيل.

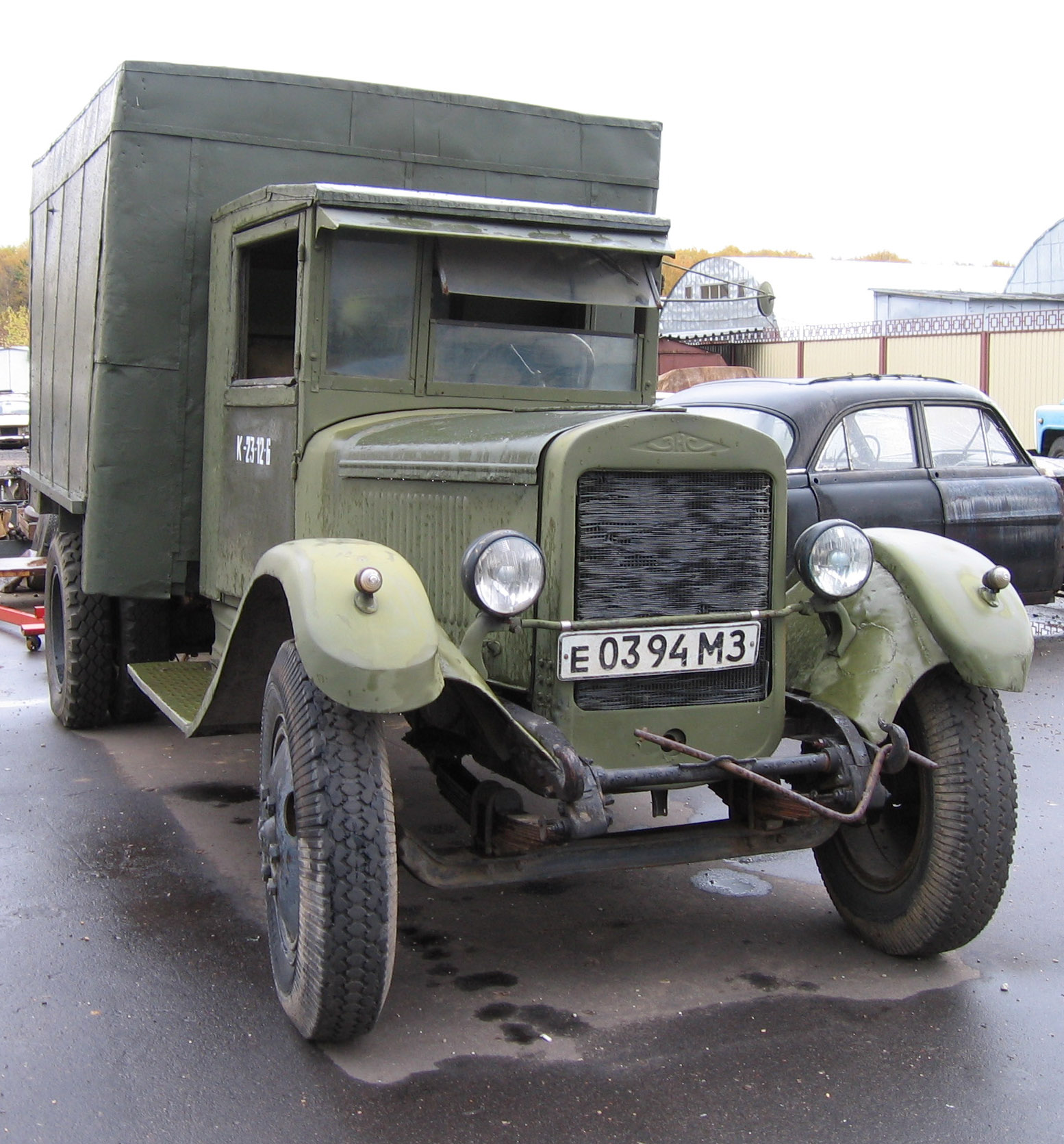
زيس 5 ، أستخدمت في المجالات العسكرية خلال الحرب العالمية الثانية.

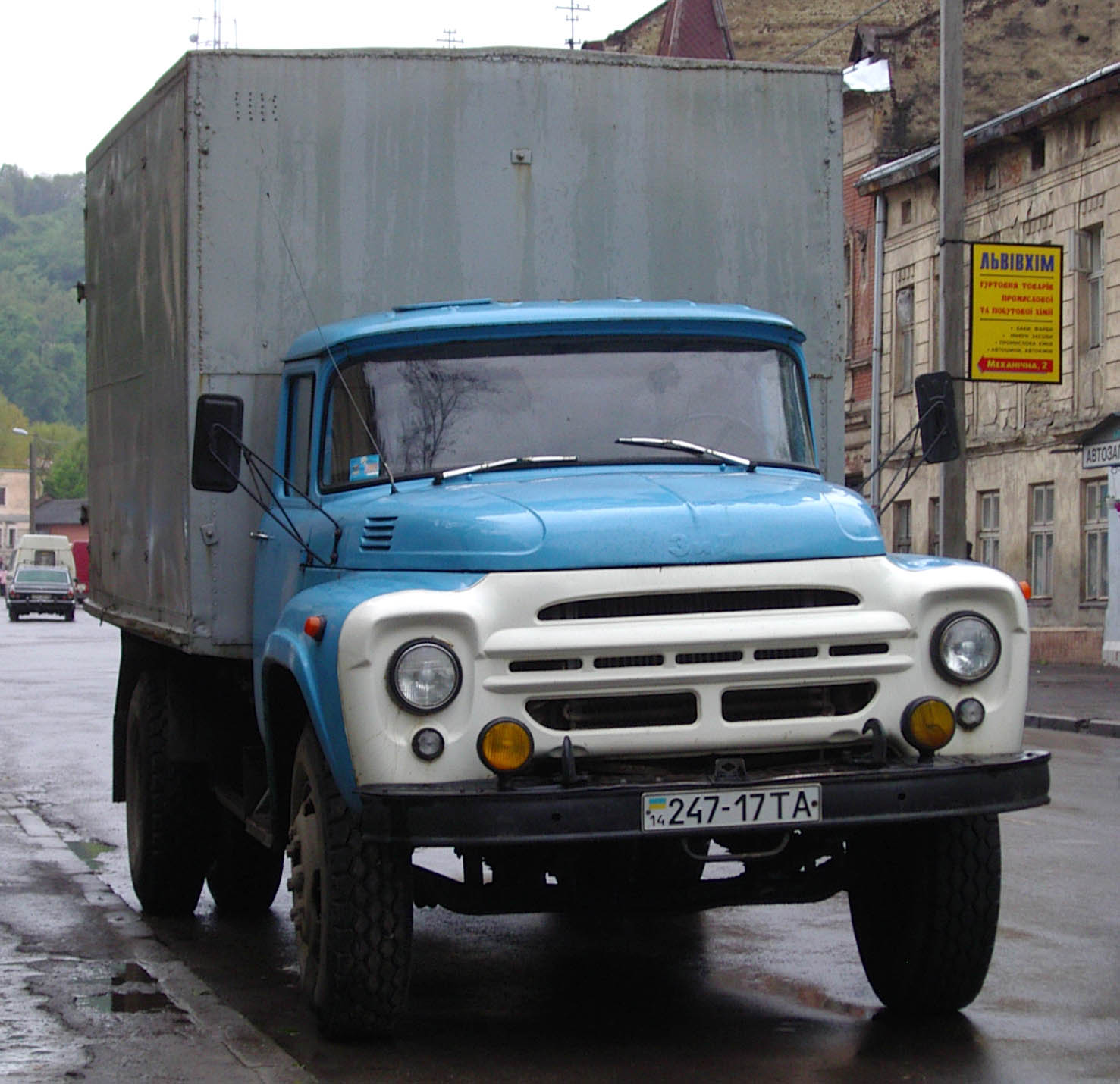
شاحنة زيل للأغراض المدنية.

## وصلات خارجية
- http://www.bert-hein.de All about the ZIS-110 and database of existing ZIS cars
- Official web-site of ZIL
- History of ZIL at ukcar.com
- History of ZIL at digilander.libero.it
- English website for Russian Military Trucks
- (بالروسية) History of ZIL at avtomash.ru